# Horisme conspicuata
Horisme conspicuata là một loài bướm đêm trong họ Geometridae.